# Groß Meinharts
Groß Meinharts ist eine Ortschaft und als Großmeinharts eine Katastralgemeinde der Gemeinde Groß Gerungs im Bezirk Zwettl in Niederösterreich.

## Geografie
Das Dorf liegt östlich von Groß Gerungs an der Böhmerwald Straße, von der hier die Landesstraßen L7309 und L7315 abzweigen.

## Siedlungsentwicklung
Zum Jahreswechsel 1979/1980 befanden sich in der Katastralgemeinde Großmeinharts insgesamt 45 Bauflächen mit 16.171 m² und 16 Gärten auf 5.523 m², 1989/1990 gab es 44 Bauflächen. 1999/2000 war die Zahl der Bauflächen auf 101 angewachsen und 2009/2010 bestanden 63 Gebäude auf 99 Bauflächen.

## Geschichte
Laut Adressbuch von Österreich waren im Jahr 1938 in Groß Meinharts ein Gastwirt, ein Schmied, ein Schneider und eine Schneiderin und einige Landwirte ansässig. Bis zur Eingemeindung nach Groß Gerungs war der Ort ein Teil der damaligen Gemeinde Etzen.

## Bodennutzung
Die Katastralgemeinde ist landwirtschaftlich geprägt. 241 Hektar wurden zum Jahreswechsel 1979/1980 landwirtschaftlich genutzt und 80 Hektar waren forstwirtschaftlich geführte Waldflächen. 1999/2000 wurde auf 229 Hektar Landwirtschaft betrieben und 91 Hektar waren als forstwirtschaftlich genutzte Flächen ausgewiesen. Ende 2018 waren 220 Hektar als landwirtschaftliche Flächen genutzt und Forstwirtschaft wurde auf 91 Hektar betrieben. Die durchschnittliche Bodenklimazahl von Großmeinharts beträgt 20 (Stand 2010).